# Daraja II
Daraja II (Daraja Mbili) ist ein Verwaltungsbezirk (Ward) des Distrikts Arusha (CC) in der tansanischen Region Arusha.

## Geografie
Daraja II liegt im Norden von Tansania. Er ist ein Bezirk südlich des Zentrums von Arusha, nordwestlich des Themi Hill. Das größte Gewässer ist der Fluss Themi. Bei der Volkszählung 2022 lebten hier 16.555 Menschen in 5419 Haushalten.

## Name
„Daraja“ ist ein Swahili-Wort und bedeutet „Brücke“.

## Gliederung
Der Bezirk besteht aus fünf Stadtteilen (Mtaa):
- Jamhuri
- Alinyanya
- Sanare
- Ndarvoi
- Darajani
- Kati

## Wirtschaft und Infrastruktur
- Gesundheit: Im Bezirk liegen ein staatliches Gesundheitszentrum[7] und zwei private Apotheken.[8][9]